# فرناندو أورينا
فرناندو أورينا ريب (21 مارس 1951 – 27 ديسمبر 2013) كان رسامًا دومينيكيًا، امتدت مهنته لمدة أربعة عقود. ولد في لا رومانا، كان يجيد الإسبانية والإنجليزية والفرنسية والألمانية والإيطالية . 